# Aqualita
L'aqualita és un mineral de la classe dels silicats que pertany al grup de l'eudialita. El nom al·ludeix a la seva composició.

## Característiques
L'aqualita és un ciclosilicat de fórmula química (H₃O)₈(Na,K,Sr)₅Ca₆Zr₃Si₂₆O₆₆(OH)₉Cl, que va ser aprovat per l'Associació Mineralògica Internacional l'any 2002. Cristal·litza en el sistema trigonal formant cristalls equants. La seva duresa a l'escala de Mohs és 4 a 5.
Segons la classificació de Nickel-Strunz, l'aqualita pertany a «09.CO: Ciclosilicats amb enllaços de 9 [Si9O27]18-» juntament amb els següents minerals: al·luaivita, eudialita, ferrokentbrooksita, kentbrooksita, khomyakovita, manganokhomyakovita, oneil·lita, raslakita, feklichevita, carbokentbrooksita, zirsilita-(Ce), ikranita, taseqita, rastsvetaevita, golyshevita, labyrinthita, johnsenita-(Ce), mogovidita, georgbarsanovita, dualita, andrianovita, voronkovita i manganoeudialita .

## Formació i jaciments
Es troba en pegmatites alcalines. Sol trobar-se associat a altres minerals com: thorita, natrolita, microclina, lorenzenita, innelita, galena, batisita o aegirina. Va ser descoberta al dipòsit de crom i diòpsid d'Inagli, a Aldan (República de Sakha, Rússia). També se n'ha trobat a Kovdor, també a Rússia, i a Kizilcaören (Eskişehir, Turquia).